# オイセンハイム
オイセンハイム (ドイツ語: Eußenheim) は、ドイツ連邦共和国バイエルン州ウンターフランケン行政管区のマイン＝シュペッサルト郡に属す町村（以下、本項では便宜上「町」と記述する）である。

## 地理

### 位置
オイセンハイムはヴュルツブルク地方のヴェルン川沿い、フランケン・ワイン製造地区に位置している。

### 自治体の構成
この町は、公的な名前を持つ7つの地区で構成されている。
- アシュフェルト
- ビューラー
- オイセンハイム
- シェーナルツ
- フンツバッハ
- ミュンスター
- オーベルスフェルト

ゲマルクング（不動産上の地区区分）は、アシュフェルト、ビューラー、オイセンハイム、フンツバッハ、ミュンスター、オーベルスフェルトである。

## 地名

### 語源
オイセンハイムという地名は、人名の Uzzo と古高ドイツ語の単語 heim（「家」を意味する） からなる。

### 古い表記
この町は、様々な古地図や史料に以下のような表記で記されている。
| - 802年 Izzentheim - 823年 Iuzenheim - 1144年 Vezenheim - 1156年 Uzinesheim - 1169年 Uzenheim | - 1303年 Vzzenheim - 1452年 Eußenheim - 1461年 Ussenheim - 1503年 Eußenheim |

## 歴史

### 自治体成立まで
3世紀から4世紀、ゲルマン人部族のアレマン族やテューリンゲン族が現在のオイセンハイム周辺地域に住んでいた。彼らは、その後ライン川およびモーゼル川流域地方からマイン川中流域に進出してきたフランク人に征服された。ヴェルン川の谷においても同様であった。フランク人は531年にテューリンゲン支配域を、従ってこの地域をもその国家機構に組み入れた。その後フランク人入植の第一波が起こった。フランク人は、その指導者を頂点とする緊密な連合体として定着した。531年から550年までに川沿いに彼らが建設した集落には、指導者の名前の末尾に "heim" をつけた名称がつけられた。"Uzzo-heim" (Eußenheim) の地名も同様につけられたもので、6世紀に初めて入植がなされ、文献に記載された。
12世紀から16世紀まで、貴族のフォン・ホイスライン家がここに住んでいた。村の高台に位置する教区教会聖マルチェリーヌスおよび聖ペトルス教会は1619年に建設された。ヴュルツブルク司教領ヴュルツブルク聖堂参事会のかつてのケラー（地方行政を行う役所およびその管轄区）は、1803年に世俗化された後バイエルン領となり、1805年にトスカーナ大公フェルディナントが創設したヴュルツブルク大公国領となったが、1814年にバイエルン王国に返還された。バイエルンの行政改革に伴う1818年の自治体令により現在の自治体が形成された。

### 市町村合併
1978年5月1日にオイセンハイムはアシュフェルト、ビューラー、フンツバッハ、ミュンスター、オーベルスフェルトと合併して、新たな自治体オイセンハイムが形成された。

## 住民
市内にはカトリックの教会堂しか存在しない。シュテッテン教区の支教会であるシェーナルツの聖オッティリー教会を含め、全ての教会組織は、ヴュルツブルク司教区カールシュタット首席司祭区のバッハグルント教区共同体に属している。アシュフェルトの聖ボニファティウス教区、ミュンスターの聖マルティン教会を支教会とするビューラーの聖ニコラウス教区、オイセンハイムの聖マルチェリーヌスおよびペトルス教区、オーベルスフェルトの聖ペーターおよびパウル教会を支教会とするフンツバッハの聖アンドレアス教区がそれである。

### 人口推移
1988年から2018年までの間にこの町の人口は3,203人から3,110人へ、93人、約 2.9 % 減少した。
- 1961年: 3267 人[4]
- 1970年: 3400 人[4]
- 1987年: 3191 人
- 1991年: 3360 人
- 1995年: 3407 人
- 2000年: 3374 人
- 2005年: 3407 人
- 2010年: 3249 人
- 2015年: 3194 人

## 行政

### 議会
オイセンハイムの町議会は16議席からなる。

### 首長
2020年5月1日からアヒム・ヘフリング (Freie Wähler) が町長を務めている。彼は2020年3月15日の選挙で 51.8 % の票を獲得して町長に選出された。前任者のディーター・シュナイダー (CSU) は2008年から2020年まで町長を務めた。

### 紋章
図柄: 赤地に金色の逆三角図形がはめ込まれている。逆三角図形の中に上に2輪、下に1輪、合計3輪の赤い紋章図案化されたバラの花。バラは金の蕊と銀の萼をつけている。向かって左側には二連の銀の菱形が連なる斜め帯、向かって右は斜めに配置された銀のオークの枝。

## 文化と見所

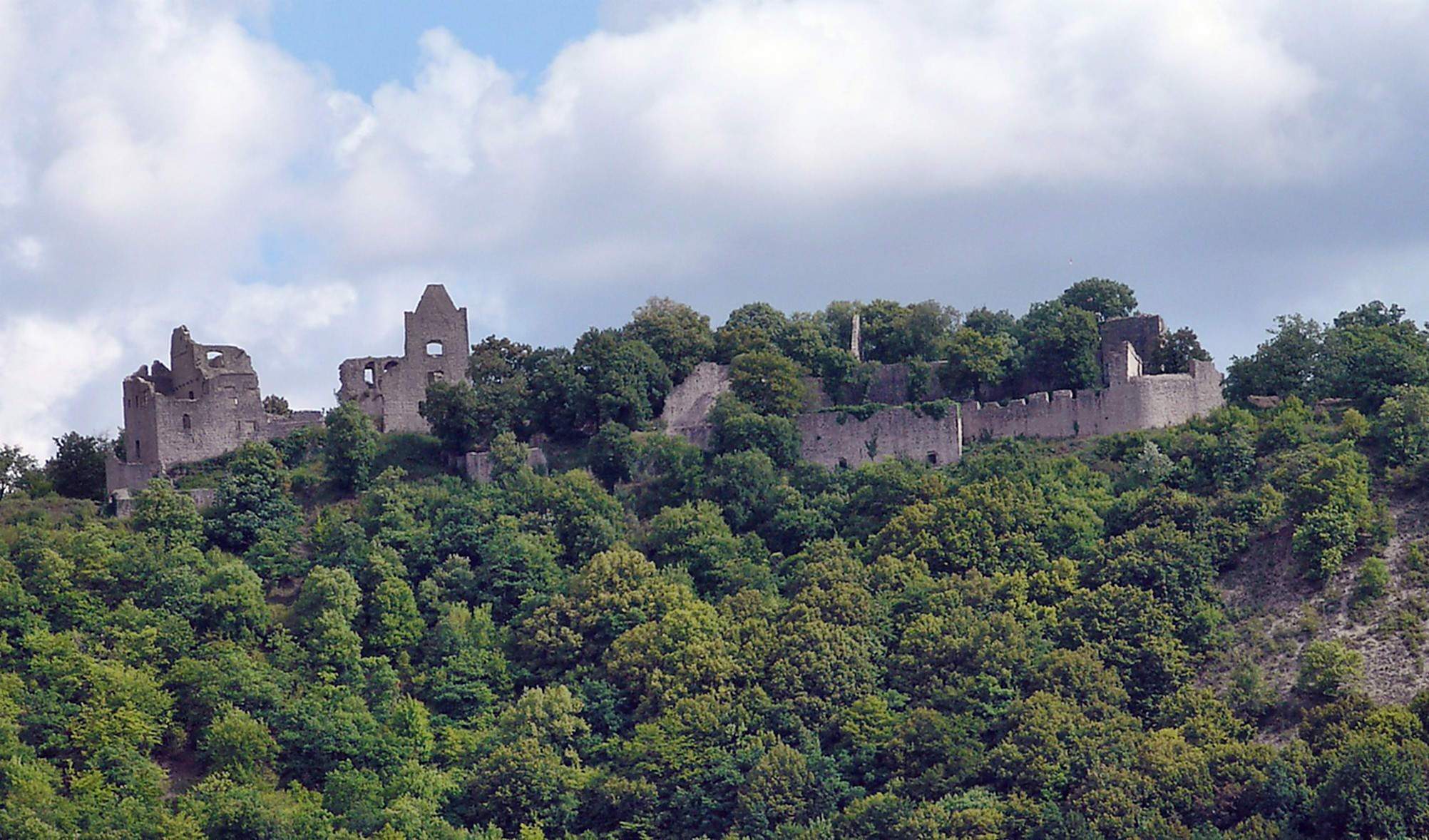
ホムブルク城趾

### 見所
- 聖マルチェリーヌスおよび聖ペトルス教区教会
- アシュフェルトの聖ボニファティウス教区教会、1500年頃建造
- ビルトシュトックの遊歩道[訳注 1]

- 近郊にあるホムブルク城趾。ドイツ最大級の城趾の一つ
- 自然文化財ミュンスターのキューレス・ロッホ。ウンターフランケンで最も湧水量の多い水源の一つ
- グラインベルク＝カルベシュタインおよびザウプルツェル自然保護区

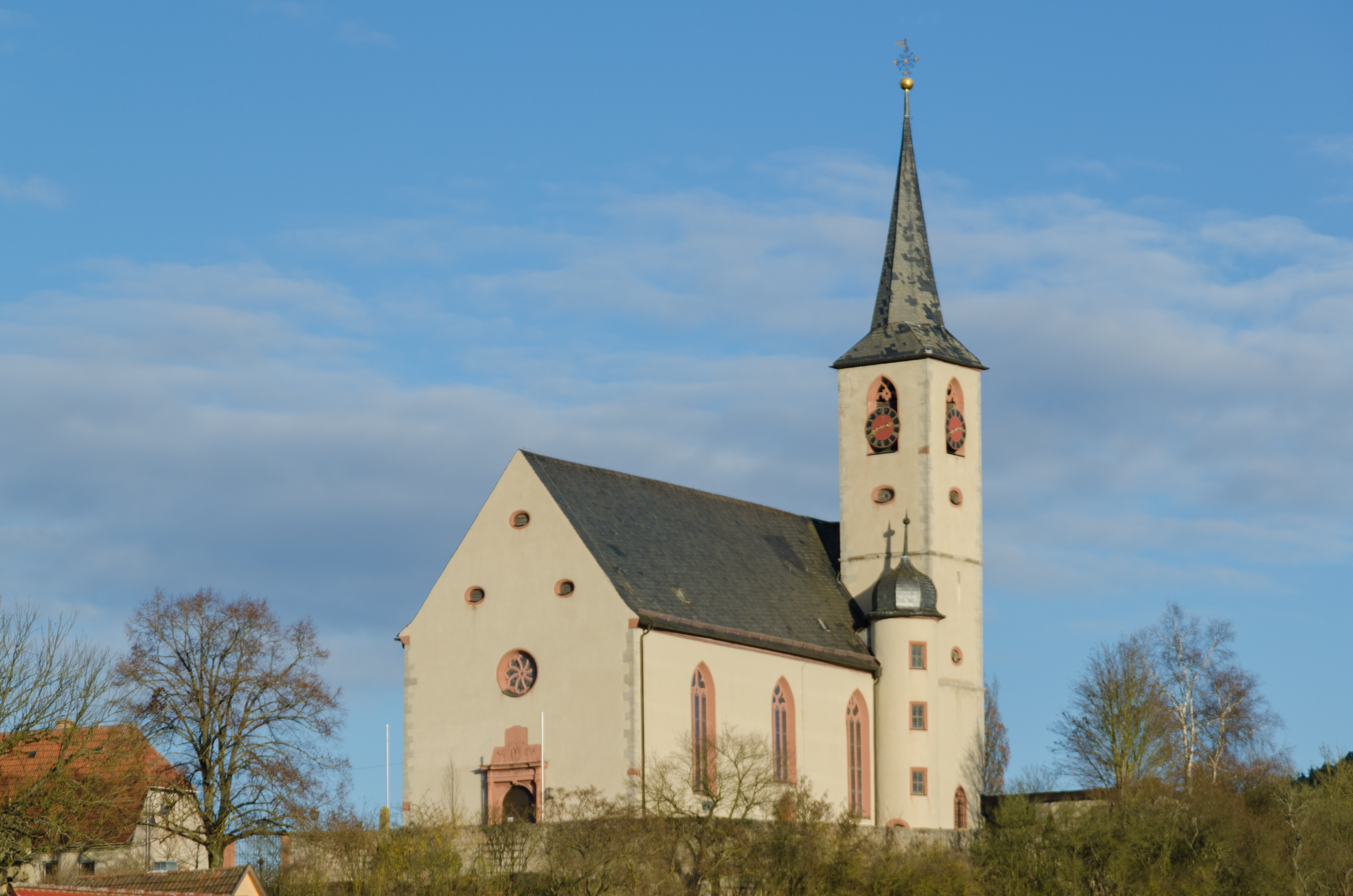
聖マルチェリーヌスおよび聖ペトルス教区教会
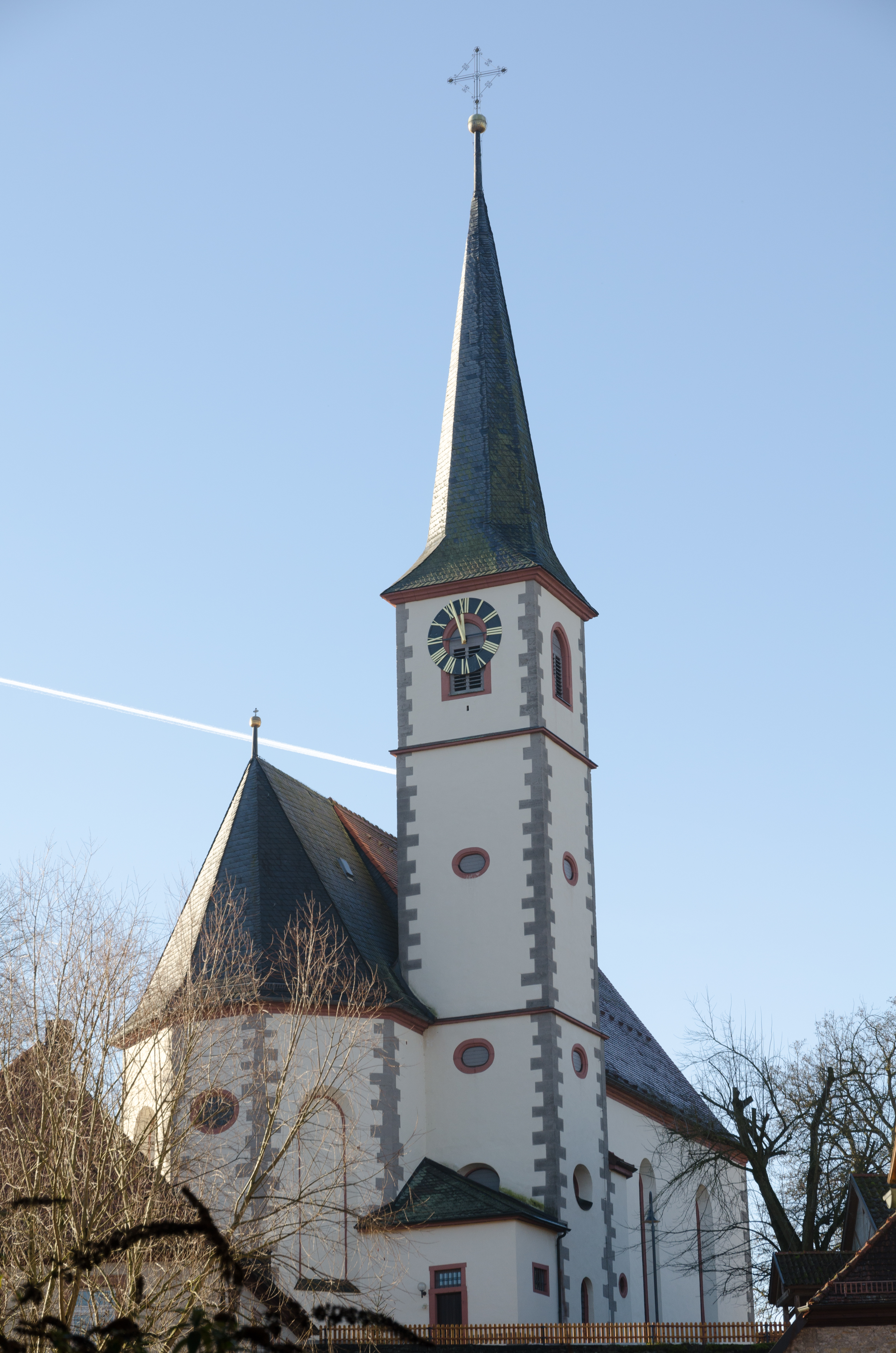
聖ボニファティウス教会
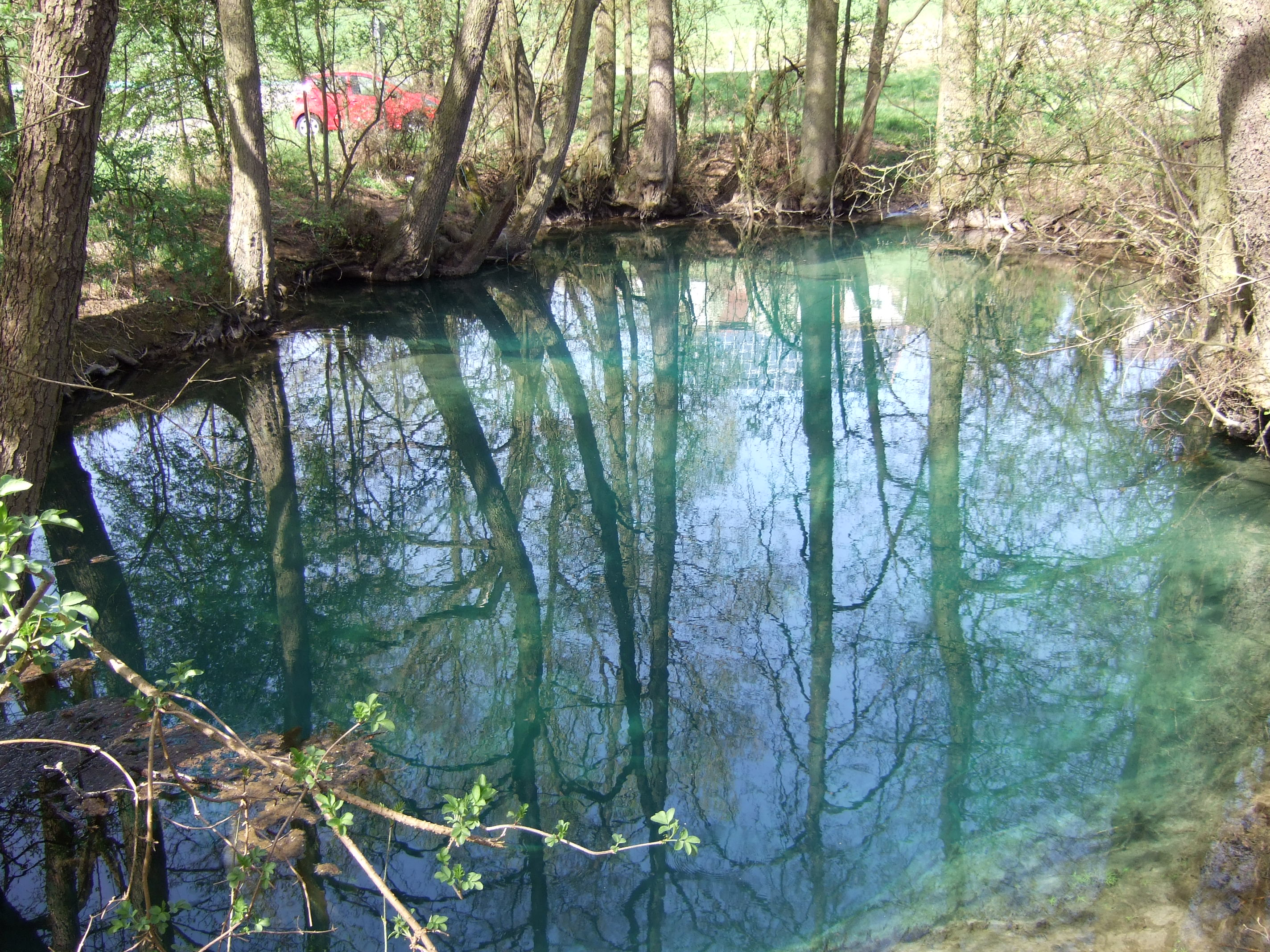
キューレス・ロッホ

## 経済と社会資本

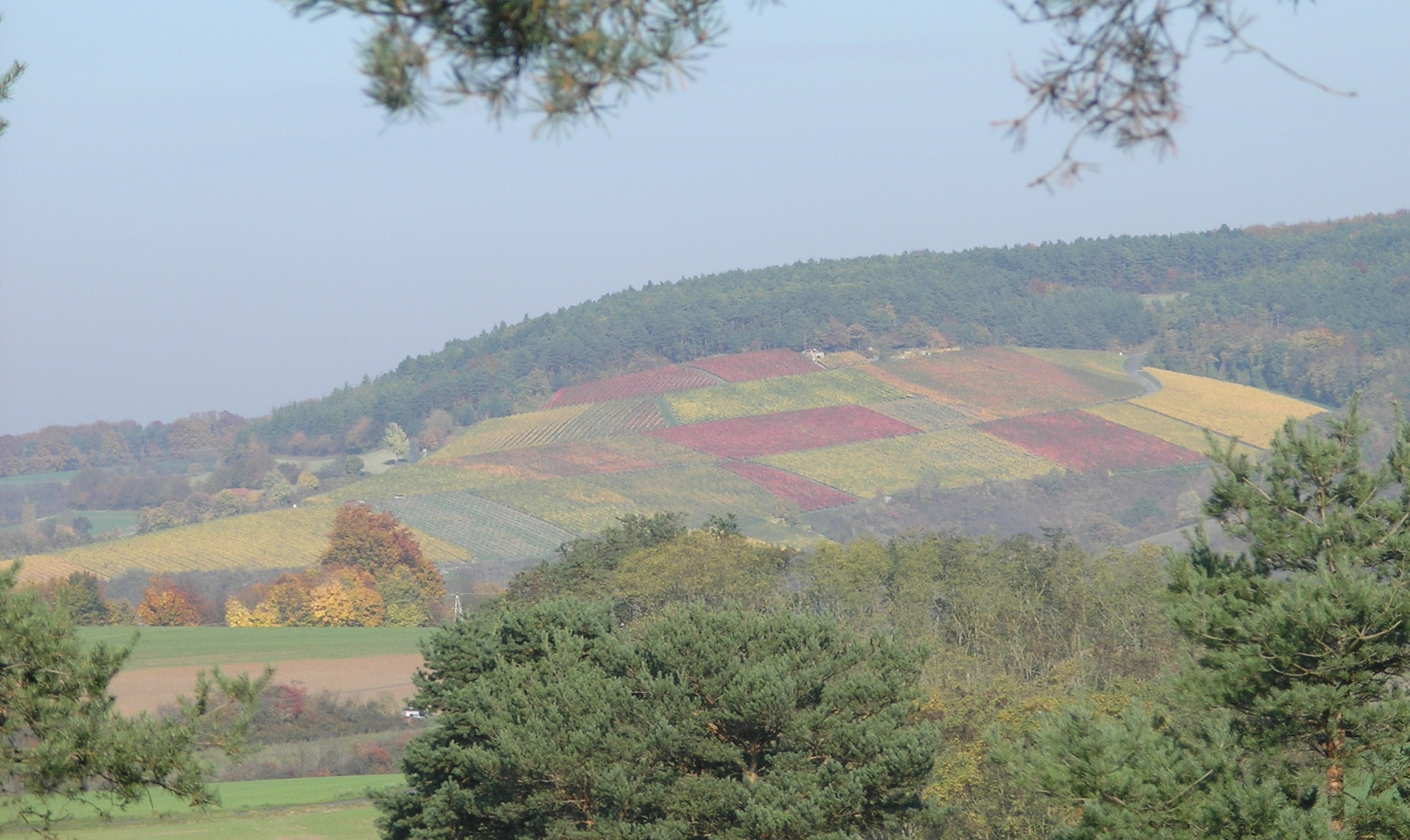
オイセンハイムのブドウ畑「オイセンハイマー・フィルスト」

### 経済構造
ワイン造りは19世紀に衰退したが、1972年の耕地整理以後再び盛んになった（ワイン製造地区オイセンハイマー・フィルスト）。
2018年の公式統計によれば、この街で働く社会保険支払い義務のある就労者は277人で、このうち製造業に147人、商業および交通・観光業の就労者に37人が就業していた。この町に住む社会保険支払い義務のある就労者の数は合計1,346人であった。また、2016年に52軒の農家があり、農業用地の面積は 3,216 ha、このうち 2,929 ha が耕作地、218 ha が放牧地などの緑地である。

### 教育
この町には以下の教育期間がある。
- 保育園 3園。合計定員161人に対して、園児数は117人（2018年現在）[11]。
- 基礎課程学校および中等学校。両校合わせて、教員数12人、生徒数172人（2018/19年の学期）[12][13][14]。

### 訳注
1. ↑  ドイツ語: Bildstockは、路傍のキリスト十字架像や聖人像を意味する。